# 圣十字教堂 (德累斯顿)

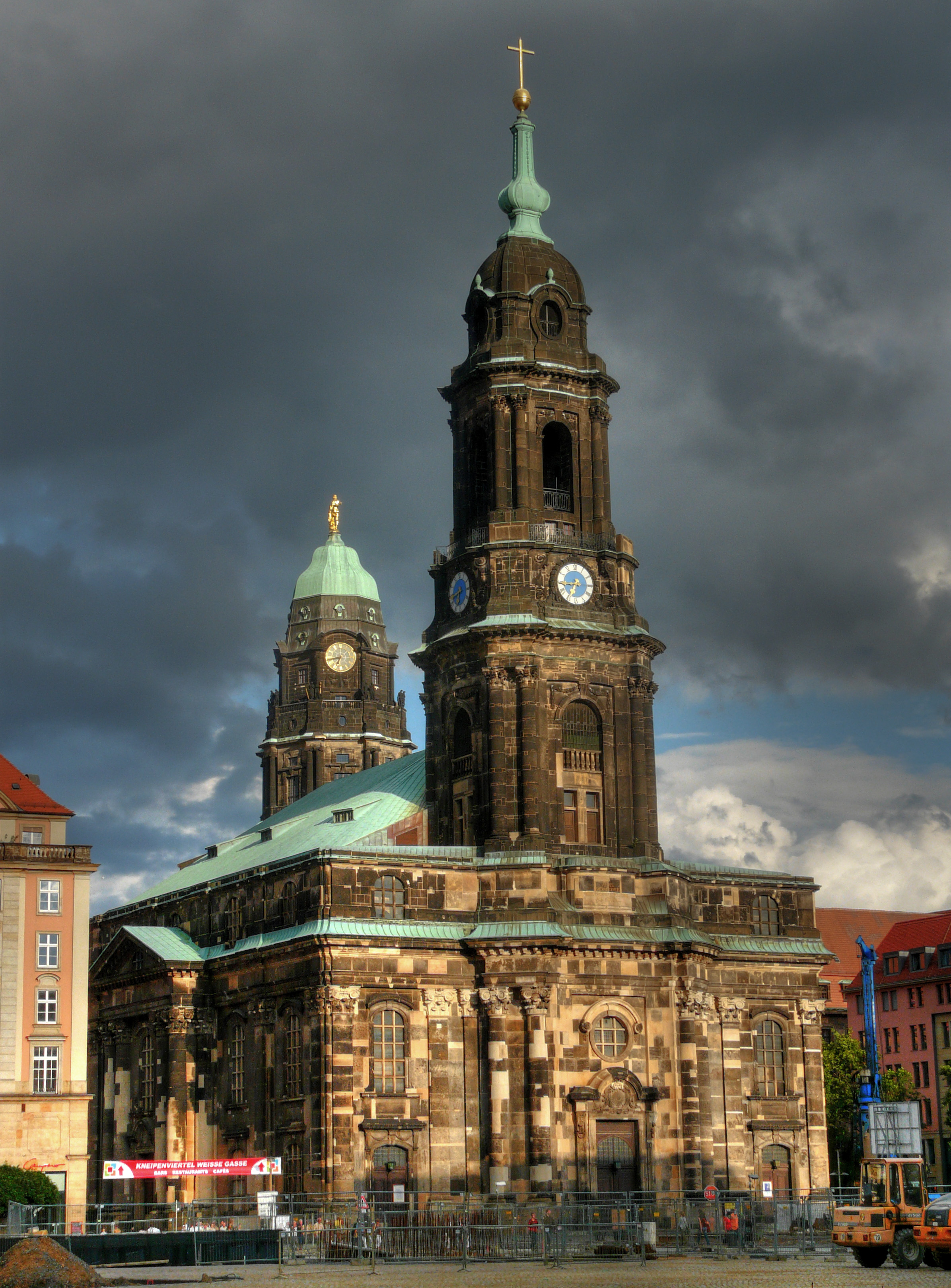
德累斯顿圣十字教堂

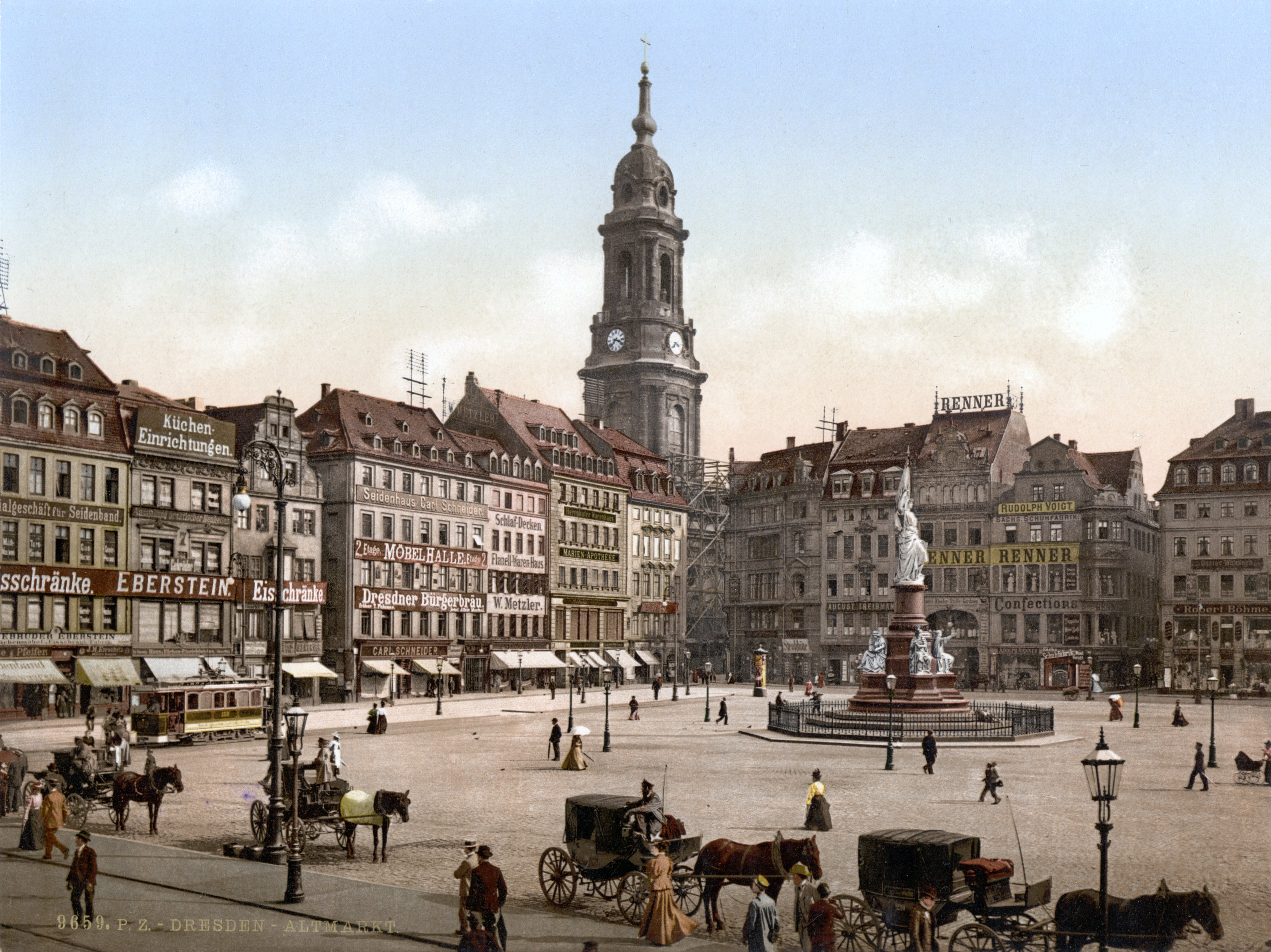
1900年的老市场和圣十字教堂

德累斯顿圣十字教堂（Kreuzkirche）是德国城市德累斯顿最大的教堂，12世纪初创建，1388年6月10日正式献给圣十字。1491年以后，曾经被烧毁5次，1955年重新开放。拥有著名的德累斯顿圣十字架男童合唱团。